# Locomotiva FAV E.440
La locomotiva FAV E.440 fu un tipo di locomotiva elettrica trifase a 3.600 volt a frequenza ferroviaria costruita per la Ferrovia Alta Valtellina nel 1932 per l'esercizio tra Sondrio e Tirano.

## Storia
Nel 1928, in seguito alle esperienze acquisite nell'esercizio a corrente alternata trifase ad alta tensione (10 kV) sulla linea Roma-Sulmona, venne progettata una nuova locomotiva, politensione e polifrequenza, della potenza di 3.270 kW, con rodiggio 1'D1', che fu denominata E.471. Il progetto era del famoso ingegnere Kálmán Kandó ed era costruita nello stabilimento CEMSA. Secondo l'ingegner Mascherpa il progetto non era stato sviluppato dalle FS ma, autonomamente, dalla CEMSA in collaborazione col Kandó. Della locomotiva erano stati ordinati 10 esemplari tuttavia avvenne la rescissione della commessa imputandola ai cattivi risultati delle corse di prova; (in seguito a ciò la CEMSA entrò in difficoltà economiche e poco tempo dopo giunse al fallimento). La società accolse a braccia aperte l'ordinazione di 4 locomotive trifase della FAV e studiò l'utilizzo di parte del materiale del progetto E.471 rimasto invenduto. Le prime tre unità, E.440.1-2-3 vennero consegnate nel 1932 ma la quarta, la E.440.4, dovette essere costruita da OM e Tecnomasio Italiano-Brown-Boveri in seguito alle difficoltà economiche della CEMSA. Le locomotive prestarono servizio sulla linea tra Sondrio e Tirano fino al 1967 quando avvenne l'accantonamento. Entro gli anni ottanta erano state demolite 3 unità; la E.440.3, restaurata nelle officine della rimessa di Tirano, venne destinata al Museo nazionale ferroviario di Pietrarsa dove è tuttora esposta.

## Caratteristiche
Le locomotive E.440 sono state le uniche macchine italiane trifase ad avere il rodiggio "D". La captazione di corrente elettrica avveniva mediante una coppia di trolley a stanga. La motorizzazione era affidata ad un unico motore asincrono della potenza oraria di 1000 kW che trasmetteva il moto alle ruote accoppiate mediante bielle articolate sistema Kando. Per equilibrare il tutto oltre all'asse motore venne creato, in posizione simmetrica opposta, un asse cieco contrappesato per bilanciare le masse in movimento. Le combinazioni di velocità erano due, ottenute mediante variazione di poli (sistema Kando-Blathy) e permettevano le velocità fisse di 33 e 50 km/h. Il carro era a passo rigido per 3 assi mentre il 4° asse aveva una traslazione laterale permessa di 40 mm. Tale caratteristica rendeva la macchina asimmetrica ai fini della stabilità di marcia per cui nell'esercizio corrente le locomotive vennero orientate tutte con il "muso" in direzione della discesa. La livrea adottata fu quella nera.